# Іштван Чом
Іштван Чом (угор. Csom István, 2 червня 1940, Шаторальяуйхей — 28 липня 2021) — угорський шахіст, гросмейстер і міжнародний арбітр. ФІДЕ присудила йому титул міжнародного майстра 1967 року і гросмейстера 1973. Здобув титул чемпіона Угорщини в 1972 і 1973 роках. Серед турнірних перемог можна відзначити: Улот 1973, Клівленд 1975, Улот 1975, зональний турнір в місті Пула 1975, Берлін 1979, Копенгаген 1983, Ярвенпяа 1985 і Делі 1987.
Чом грав за збірну Угорщини на семи шахових олімпіадах (1968—1974, 1978—1982, 1986—1988).
Упродовж своєї кар'єри Чом здолав багатьох провідних гравців, серед яких: Ульф Андерссон, Борис Гулько, Тоні Майлс, Лайош портіш, Самуель Решевський, Найджел Шорт, Рафаель Ваганян і Артур Юсупов, колишній чемпіон світу Михайло Таль.

## Зміни рейтингу
| На цьому місці має відображатися графік чи діаграма, однак з технічних причин його відображення наразі вимкнено. Будь ласка, не видаляйте код, який викликає це повідомлення. Розробники вже працюють для того, щоби відновити штатне функціонування цього графіка або діаграми. | |
| | На цьому місці має відображатися графік чи діаграма, однак з технічних причин його відображення наразі вимкнено. Будь ласка, не видаляйте код, який викликає це повідомлення. Розробники вже працюють для того, щоби відновити штатне функціонування цього графіка або діаграми. |